# Сайтаково
Сайта́ково (рос. Сайтаково, башк. Һәйтәк) — присілок у складі Учалинського району Башкортостану, Росія. Входить до складу Учалинської сільської ради.
Населення — 351 особа (2010; 338 в 2002).
Національний склад:
- башкири — 97%